# Euclidia livida
Euclidia livida är en fjärilsart som beskrevs av Letcher 1896. Euclidia livida ingår i släktet Euclidia och familjen nattflyn. Inga underarter finns listade i Catalogue of Life.